# Herb Tuszyna
Herb Tuszyna – jeden z symboli miasta Tuszyn i gminy Tuszyn w postaci herbu.

## Wygląd i symbolika

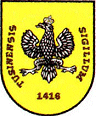
Jeden ze starych herbów gminy i miasta Tuszyn

Herb przedstawia w polu herbowym czerwonym orła srebrnego (białego) w koronie złotej z takimż orężem.

## Historia
Tuszyn został założony przez króla Władysława Jagiełłę i jako miasto należące do dóbr królewskich pieczętował się królewskim godłem. W czasach późniejszych, miasto wielokrotnie gościło królów Polski, zjeżdżających na łowy w okolicznych lasach.
W dawniejszych herbach pole było złote (żółte), co łamało zasadę alternacji.